# 제시카 보먼
제시카 보먼(Jessica Bowman, 1980년 11월 26일 ~ )은 미국의 배우이다.
월넛크릭에서 태어났다.

## 출연 작품
- 첫 키스만 50번째 (2004년) - 태미 역
- 디레일드 (2002년)
- 닥터 퀸 - 하트 위딘 (2001, Dr. Quinn, Medicine Woman: The Heart Within)
- 캔디 케인 (2001년) - 샤롯 역
- 죽음의 실레니움 (1999, Lethal Vows)
- Breakfast with Einstein (1998)
- 시크릿 (1995년)
- 리모콘 키드 (1993년)

### 텔레비전
- 닥터 퀸 (1995-98)